# 艾內士多·薩巴多
艾內士多·薩巴多（Ernesto Sabato，1911年6月24日—2011年4月30日）是一名阿根廷作家兼畫家。
他曾在居里研究院研究放射性物理。三十多歲時，他感到自己有著「精神上的危機」，決定放棄科學。
他第一本正式出版的小說是《隧道》。卡繆、托馬斯·曼、格雷厄姆·格林等國外作家都高度讚揚了這本小說。
他是家中的第十子。他父母共有十一個孩子，他的第九個哥哥出生不久後便死去，薩巴多取了一個跟這位早死的兄弟相同的名字"Ernesto"。
1924年他入讀中學Colegio Nacional de La Plata。Pedro Henríquez Ureña是那裏其中一位老師，是其中一個啟蒙薩巴多對寫作的興趣的人。1929年他入讀國立拉普拉塔大學攻讀物理，同時間他越來越積極參與共產主義的活動。1934年，他開始對共產主義產生懷疑，阿根廷共產黨決定送他去莫斯科的國際列寧學校。他感到自己會一去不返，他在往莫斯科的旅途中，他在布魯塞爾逃走，經巴黎回家。1936年，他跟Matilde Kusminsky Richter結婚。他們相識於共產主義的活動。他們的婚姻持續了六十二年——直到女方病逝。
1938年他在拉普拉塔大學獲得博士學位，其後到了巴黎居里研究院工作。他在當地認識了不少超現實主義派的活躍份子。
1943年，他決定全身離開科學界。

## 作品

### 小說
- El Túnel. 1948 （中譯本：《隧道》，陳純真譯，ISBN 986-7178-16-5，2006年，允晨文化）
- Sobre Héroes y Tumbas. 1961 （中譯本：《英雄與墳墓》，申宝楼、边彦耀譯，ISBN 978-7-222-01403-9 ，1993年，云南人民出版社）
- Abaddón el Exterminador. 1974 （《毀滅者阿巴棟》）

### 散文
（待增）

### 傳記
- 自傳Antes del fin, 1998年出版；中譯 《終了之前》（Antes del fin），陳純真譯， ISBN 978-986-7178-79-4 ，2009年，允晨文化